# شارل پنجم
شارل پنجم (به فرانسوی: Charles V de France) ملقب به شارل دانا یا شارل خردمند (به فرانسوی: Charles Le Sage) (زادهٔ ۲۱ ژانویه ۱۳۳۸ – درگذشتهٔ ۱۶ سپتامبر ۱۳۸۰) پادشاه فرانسه از ۱۳۶۴ تا هنگام مرگش در ۱۳۸۰ بود. پیش از به پادشاهی رسیدن او، فرانسه وارد جنگ صدساله با انگلستان شده بود که از ۱۳۳۷ تا ۱۴۵۳ ادامه یافت. با این‌حال شارل پنجم با درایت خود توانست با آغاز مرحله دوم جنگ صدساله، سرزمین‌های ازدست‌رفته در نخستین مرحله از این جنگ‌ها را پس گرفته و در نتیجه عهدنامهٔ صلح فاجعه‌بار بریتینی را که در ۱۳۶۰ بین فرانسه و انگلستان امضا شده بود را خنثی نمود.

## زندگی‌نامه

### سال‌های نخستین
شارل پنجم در ۲۱ ژانویهٔ ۱۳۳۸ در وانسن زاده شد. پدرش ژان دوم، پادشاه فرانسه و مادرش بونه بوهمی بود. او نخستین ولیعهدی بود که عنوان دوفن (به فرانسوی: Dauphin) را در تاریخ فرانسه دریافت کرد. در رابطه با چگونگی آموزش شارل پنجم اطلاعی در دست نیست، اما فعالیت‌های آتی او به‌عنوان حامی هنر، نظریه‌پرداز نظام سلطنتی و بنیانگذار کتابخانهٔ سلطنتی در لوور نشانگر علاقهٔ اولیهٔ او به یادگیری است. شارل در ۱۳۵۰ با دختر عمه‌اش ژان دو بوربون ازدواج کرد.

### شکست در نبرد پواتیه و آغاز نایب‌السطنگی شارل
در ۱۳۳۷ جنگ صدساله بین فرانسه و انگستان آغاز شد که تا ۱۴۵۳ ادامه داشت و زندگی شارل را به‌طور کامل تحت تأثیر خود قرار داد. او در ۱۶ سالگی عنوان دوک نورماندی را از پدرش دریافت کرد و در ۱۹ سالگی، در ۱۹ سپتامبر ۱۳۵۶ همراه با پدر و دو برادر کوچکترش هدایت ارتشیان فرانسوی را در نبرد پواتیه عهده‌دار شد. فرماندهی نیروهای انگلیسی نیز برعهدهٔ ادوارد، شاهزاده سیاه بود. اما فرانسویان در این جنگ به‌سختی شکست خوردند و ژان دوم نیز در بحبوحهٔ نبرد به اسارت انگلیسی‌هایی درآمد که برای آزادسازی او خواهان دریافت خون‌بها بودند. شارل که در این زمان فاقد منابع مالی و قدرت لازم بود در طول دوران اسارت پدرش که تا ۱۳۶۰ به‌طول انجامید به‌عنوان نایب‌السطنهٔ او در فرانسه ادارهٔ امور را برعهده گرفت. او در این مدت با نارضایتی‌های داخلی مواجه شد و توانست شورش‌هایی همچون شورش دهقانان موسوم به شورش ژاکری، توطئه‌چینی‌های شارل دوم، پادشاه ناوار (شارل خبیث) و جنبش مردمی به سرکردگی اتین مارسل که پاریسی‌ها را علیه دوفَن مسلح کرده بود را با موفقیت فرونشاند.

### معاهدهٔ صلح برتینی
در مه ۱۳۶۰ پیمان برتینی (به فرانسوی: Traité de Brétigny) بین انگلستان و فرانسه در دهکده‌ای به همین نام در نزدیکی شارتر به امضا رسید و پس از موافقت انگلیسی‌ها با کاهش مبلغ خون‌بها، ۳ میلیون کراونِ طلا برای آزادسازی ژان دوم در نظر گرفته‌شد. درعین‌حال ادوارد سوم، پادشاه انگلستان مدعی تاج و تخت فرانسه نیز بود و ژان دوم با واگذاری پواتیه، اونی، سانتونژ، آنگوموا، گوین، دوک‌نشین گاسکونی، کاله، مونتروی، پا-دو-کاله و برخی مناطق دیگر به او توانست ادوارد سوم را از ادعای خود منصرف سازد. در نتیجهٔ این معاهده صلح بین دو طرف تا ۱۳۶۹ که درگیری‌ها بار دیگر از سر گرفته شد برقرار بود.
انگلیسی‌ها سپس ژان دوم را برای تهیهٔ مبلغ خون‌بهایش در ۹ اکتبر ۱۳۶۰ آزاد و به فرانسه فرستادند. از آنجا که فرانسه در آن زمان قادر به پرداخت این مبلغ نبود بنابراین با حضور گروگان‌هایی در انگلیس تا زمان پرداخت خون‌بهای پادشاه فرانسه موافقت شد. اما پس از آنکه یکی از گروگان‌ها که پسر ژان دوم نیز بود گریخت، ژان که این را مایهٔ آبروریزی خود می‌دید داوطلبانه به انگلستان بازگشت و تا آخر عمرش به‌عنوان زندانی در همان‌جا باقی‌ماند.

### دوران پادشاهی
ژان دوم در ۸ آوریل ۱۳۶۴ در لندن درگذشت و شارل پنجم بر تخت پادشاهی فرانسه نشست. تجربیاتی که او در دوران نایب‌السلطنتی خود به‌دست آورده بود اینک او را آمادهٔ انجام نخستین کار مهمش می‌ساخت که واگردانی نتایج فاجعه‌بار ناشی از ناتوانی‌های سیاسی پدر و پدربزرگش بود. هرچند شارل پنجم فرماندهٔ خوبی نبود و بیشتر مواقع نیز بیمار بود، با این حال او تمام توانش را معطوف حکومتش ساخت. او مشاوران توانمندی را انتخاب کرد و توانست فرماندهان نظامی مؤثری همچون برتراند دو گوسلکین را برای مقابله با تهدید فزایندهٔ انگلیسی‌ها به خدمت بگیرد.

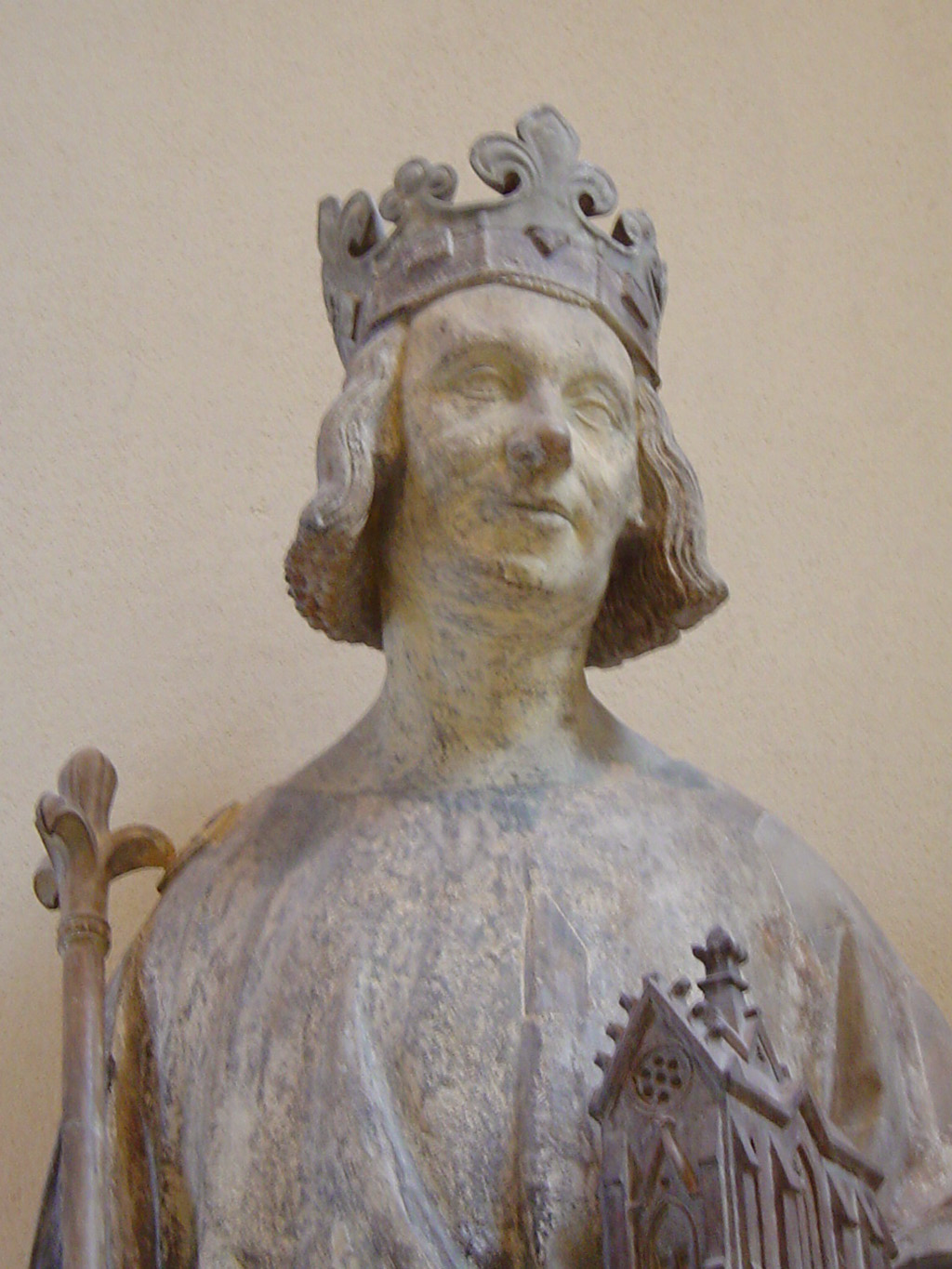
تندیس شارل پنجم

شارل پنجم ارتش فرانسه را دوباره سازماندهی نمود و ناوگان دریایی جدیدی را ایجاد کرد. او تغییراتی را در سیستم مالیاتی به‌وجود آورد و فلاندرز، اسپانیا و پرتغال را با خود متحد ساخت. او همچنین با بازآرایی کاخ لوور، کتابخانهٔ عظیم و مجللی را در آنجا به‌وجود آورد و کار ساخت دژ وانسن را به پایان رساند.

### ادامهٔ جنگ با انگلستان و حمایت از کلمنت هفتم
در ۱۳۶۹ بار دیگر جنگ با انگلستان از سر گرفته شد و برتراند دو گسکلان تا ۱۳۷۳ توانست تمامی مناطقی را که ژان دوم به انگلیسی‌ها واگذار کرده بود - به استثنای منطقهٔ بوردو - بازپس‌گیرد به‌نحوی که پیمان بریتینی عملاً در ۱۳۷۵ خنثی شد.
در ۱۳۷۸ شارل پنجم از دسیسه‌چینی‌های شارل دوم، پادشاه ناوار، آگاهی یافت و تمامی زمین‌های او در خاک فرانسه به جز شربورگ را مصادره نمود. در دسامبر همان سال شارل آخرین تلاش خود را برای سلب قدرت از ژان چهارم، دوک بریتانی به کار بست که نتیجه‌ای در برنداشت.
آخرین فعالیت‌های سیاسی شارل بیشتر معطوف رقابت بین دو پاپی بود که به تازگی انتخاب شده بودند و حمایت او از کلمنت هفتم، سرآغازی بود برای بروز تفرقه و اختلاف در کلیسای کاتولیک روم که این اختلافات از ۱۳۷۸ تا ۱۴۱۷ ادامه یافت.

### مرگ
شارل پنجم در ۱۶ سپتامبر ۱۳۸۰ در نوژان-سور-مارن درگذشت و پس از او پسر یازده ساله‌اش با عنوان شارل ششم بر تخت پادشاهی فرانسه نشست.